# Comtat de Forez
El comtat de Forez fou una jurisdicció feudal que tenia per centre Feurs, capital històrica de la regió de Forez. Pel mateix temps existí un vescomtat de Forez que no fou hereditari.
La primera casa comtal va disputar el comtat de Lió amb els bisbes, i va prendre el títol, però es va extingir el 1110. A la mort de Guillem IV el comtat va passar al cap de poc al seu cosí Guiu I, fill de Guiu Ramon d'Albon i d'Ida Ramona germana de Guillem III. Guiu II va pactar la divisió territorial amb el Bisbe de Lió i va traslladar la capital a Montbrison, abdicant el 1198. La segona dinastia es va extingir el 1417 i el comtat va ser incorporat al ducat de Borbó pel duc Joan, fill de la darrera comtessa.

## Llista de comtes de Forez
- Guillem I 920-924
- Guillem II 924-945 (fill)
- Artau I 945-960 (fill)
- Girard I 960-970 (fill)
- Umfred 970-980
- Artaud II 980-1001
- Teodeberga, vídua (regent)
- Artau III (fill) 1001-1017 (fill) (comte de Lió)
- Girard II 1017-1049 (comte de Lió i Rohan)
- Artaud IV 1049-1078 (comte de Lió)
- Guillem III 1078-1097 (comte de Lió)
- Ida Ramona (germana de Guillem III) 1097
- Guigó Ramon d'Albon 1097 (espòs)
- Guillem IV (fill) 1097-1107 (comte de Lió)
- Eustaqui 1107-1110 (germà) (comte de Lió)
- Ida Ramona 1110
- Guigó I el vell d'Albon 1110-1137 (comte de Lió)
- Guigó II 1137-1198 (fill) (comte de Lió)
- Guigó III 1198-1204 (fill) (comte de Lió)
- Guigó IV (fill) 1204-1241 (comte de Lió i del Roanès o Roannais)
- Guigó V 1241-1259 (fill) (comte de Lió)
- Renaud I 1259-1270 (germà) (comte de Lió)
- Guigó VI 1270-1279 (fill) (comte de Lió)
- Joan I 1279-1333 (fill) (comte de Lió)
- Guigó VII 1333-1358 (fill)
- Lluís I 1358-1362 (fill)
- Renaud II senyor de Mallevall (regent) 1362-1372 (fill de Guiu VI)
- Joan II (incapaç) 1362-1372 (fill de Lluís I)
- Joana (germana), comtessa expectant 1362-1369
- Anna 1372-1417 (filla, delfina del Viennès per herència paterna)
  - Lluís II de Borbó 1372-1410 (comte de Clermont, després duc de Borbó), marit
- Joan III o Joan Lluís 1410-1412 (fill), títol (va morir amb uns 7 anys)
- Joan I de Borbó (duc de Borbó) 1412-1417 administrador per la mare Anna, 1417-1434 de ple dret
- Carles I de Borbó (duc de Borbó) 1434-1456 (administrador de fet 1417-1421, administrador de dret 1421-1434)
- Joan II de Borbó 1456-1488 (fill)
- Carles II de Borbó 1488 (germà)
- Pere II de Borbó 1488-1503 (germà)
- Susana de Borbó 1503-1521 (filla)
- Carles III de Borbó o Borbó-Montpensier 1521-1522 marit i hereu (expropiat 1522)
- A la corona 1522-1527
- Lluïsa de Montpensier 1527-1539 (usufructaria excepte de 1530 1 1531 que fou plena propietària) (germana de Carles III)
- A la corona 1539-1560
- Lluïsa de Montpensier 1560-1561 (segona vegada, ara en ple domini hereditari)
- Lluís III de Montpensier 1561-1582 (fill)
- Francesc de Montpensier 1582-1592 (fill)
- Enric de Montpensier 1592-1608 (fill)
- Maria de Montpensier 1608-1627 (filla única).
  - Gastó de França (1608-1660), duc d'Orleans (marit)
- Anna Maria Lluïsa d'Orleans (1627 † 1693), La Gran senyoreta, retorna a la corona.